# Adinandra colombonensis
Adinandra colombonensis är en tvåhjärtbladig växtart som beskrevs av Clarence Emmeren Kobuski. Adinandra colombonensis ingår i släktet Adinandra och familjen Pentaphylacaceae. Inga underarter finns listade i Catalogue of Life.